# Čiritež
 Čiritež   (olaszul: Cirités) falu Horvátországban, Isztria megyében. Közigazgatásilag Buzethez tartozik.

## Fekvése
Az Isztriai-félsziget északi részének közepén, Pazintól 25 km-re északkeletre, községközpontjától 6 km-re délkeletre, a 44-es számú főút mellett fekszik.

## Története
A falunak 1857-ben 225, 1910-ben 130 lakosa volt. 2011-ben 72 lakosa volt.

## Lakosság
| Lakosság változása | Lakosság változása | Lakosság változása | Lakosság változása | Lakosság változása | Lakosság változása | Lakosság változása | Lakosság változása | Lakosság változása | Lakosság változása | Lakosság változása | Lakosság változása | Lakosság változása | Lakosság változása | Lakosság változása | Lakosság változása |
| ------------------ | ------------------ | ------------------ | ------------------ | ------------------ | ------------------ | ------------------ | ------------------ | ------------------ | ------------------ | ------------------ | ------------------ | ------------------ | ------------------ | ------------------ | ------------------ |
| 1857               | 1869               | 1880               | 1890               | 1900               | 1910               | 1921               | 1931               | 1948               | 1953               | 1961               | 1971               | 1981               | 1991               | 2001               | 2011               |
| 225                | 244                | 160                | 127                | 106                | 130                | 0                  | 0                  | 99                 | 96                 | 64                 | 63                 | 62                 | 50                 | 76                 | 72                 |